# 井上谦二
井上谦二（日语：／ Inoue Kenji，1976年11月5日—），京都府出身，日本男子摔跤运动员。他曾代表日本参加2004年夏季奥林匹克运动会摔跤比赛，获得男子自由式60公斤级铜牌。